# Grand Prix Formule 1 van Italië 1989
De Grand Prix Formule 1 van Italië 1989 werd gehouden op 10 september 1989 op Monza.

## Uitslag
| Positie | Nummer | Rijder                | Team                  | Ronden | Tijd/Opgave         | Startplaats | Punten |
| ------- | ------ | --------------------- | --------------------- | ------ | ------------------- | ----------- | ------ |
| 1       | 2      | Alain Prost           | McLaren-Honda         | 53     | 1:19:27.550         | 4           | 9      |
| 2       | 28     | Gerhard Berger        | Ferrari               | 53     | + 7.326             | 2           | 6      |
| 3       | 5      | Thierry Boutsen       | Williams-Renault      | 53     | + 14.975            | 6           | 4      |
| 4       | 6      | Riccardo Patrese      | Williams-Renault      | 53     | + 38.722            | 5           | 3      |
| 5       | 4      | Jean Alesi            | Tyrrell-Ford          | 52     | + 1 Ronde           | 10          | 2      |
| 6       | 7      | Martin Brundle        | Brabham-Judd          | 52     | + 1 Ronde           | 12          | 1      |
| 7       | 23     | Pierluigi Martini     | Minardi-Ford          | 52     | + 1 Ronde           | 15          |        |
| 8       | 24     | Luis Perez-Sala       | Minardi-Ford          | 51     | + 2 Rondes          | 26          |        |
| 9       | 25     | René Arnoux           | Ligier-Ford           | 51     | + 2 Rondes          | 23          |        |
| 10      | 12     | Satoru Nakajima       | Lotus-Judd            | 51     | Ophanging           | 19          |        |
| 11      | 21     | Alex Caffi            | Dallara-Ford          | 47     | Motor               | 20          |        |
| DNF     | 22     | Andrea de Cesaris     | Dallara-Ford          | 45     | Motor               | 17          |        |
| DNF     | 1      | Ayrton Senna          | McLaren-Honda         | 44     | Motor               | 1           |        |
| DNF     | 27     | Nigel Mansell         | Ferrari               | 41     | Versnellingsbak     | 3           |        |
| DNF     | 37     | Bertrand Gachot       | Onyx-Ford             | 38     | Radiator            | 22          |        |
| DNF     | 19     | Alessandro Nannini    | Benetton-Ford         | 33     | Remmen              | 8           |        |
| DNF     | 16     | Ivan Capelli          | March-Judd            | 30     | Motor               | 18          |        |
| DNF     | 26     | Olivier Grouillard    | Ligier-Ford           | 30     | Exhaust             | 21          |        |
| DNF     | 11     | Nelson Piquet         | Lotus-Judd            | 23     | Spin                | 11          |        |
| DNF     | 3      | Jonathan Palmer       | Tyrrell-Ford          | 18     | Motor               | 14          |        |
| DNF     | 9      | Derek Warwick         | Arrows-Ford           | 18     | Benzinesysteem      | 16          |        |
| DNF     | 17     | Nicola Larini         | Osella-Ford           | 16     | Versnellingsbak     | 24          |        |
| DNF     | 29     | Michele Alboreto      | Larrousse-Lamborghini | 14     | Elektrisch probleem | 13          |        |
| DNF     | 15     | Maurício Gugelmin     | March-Judd            | 14     | Gaspedaal           | 25          |        |
| DNF     | 30     | Philippe Alliot       | Larrousse-Lamborghini | 1      | Spin                | 7           |        |
| DNF     | 20     | Emanuele Pirro        | Benetton-Ford         | 0      | Transmissie         | 9           |        |
| DNQ     | 8      | Stefano Modena        | Brabham-Judd          |        |                     |             |        |
| DNQ     | 10     | Eddie Cheever         | Arrows-Ford           |        |                     |             |        |
| DNQ     | 38     | Christian Danner      | Rial-Ford             |        |                     |             |        |
| DNQ     | 39     | Pierre-Henri Raphanel | Rial-Ford             |        |                     |             |        |
| DNPQ    | 36     | Stefan Johansson      | Onyx-Ford             |        |                     |             |        |
| DNPQ    | 40     | Gabriele Tarquini     | AGS-Ford              |        |                     |             |        |
| DNPQ    | 31     | Roberto Moreno        | Coloni-Ford           |        |                     |             |        |
| DNPQ    | 18     | Piercarlo Ghinzani    | Osella-Ford           |        |                     |             |        |
| DNPQ    | 34     | Bernd Schneider       | Zakspeed-Yamaha       |        |                     |             |        |
| DNPQ    | 35     | Aguri Suzuki          | Zakspeed-Yamaha       |        |                     |             |        |
| DNPQ    | 33     | Oscar Larrauri        | EuroBrun-Judd         |        |                     |             |        |
| DNPQ    | 41     | Yannick Dalmas        | AGS-Ford              |        |                     |             |        |
| DNPQ    | 32     | Enrico Bertaggia      | Coloni-Ford           |        |                     |             |        |

## Statistieken
| Pole-position | Ayrton Senna | McLaren-Honda | 1:23.720 |
| Snelste ronde | Alain Prost  | McLaren-Honda | 1:28.107 |

## Noot
- Dit was de tiende podiumplaats voor Thierry Boutsen.

1921 · 1922 · 1923 · 1924 · 1925 · 1926 · 1927 · 1928 · 1931 · 1932 · 1933 · 1934 · 1935 · 1936 · 1937 · 1938 · 1947 · 1948 · 1949 · 1950 · 1951 · 1952 · 1953 · 1954 · 1955 · 1956 · 1957 · 1958 · 1959 · 1960 · 1961 · 1962 · 1963 · 1964 · 1965 · 1966 · 1967 · 1968 · 1969 · 1970 · 1971 · 1972 · 1973 · 1974 · 1975 · 1976 · 1977 · 1978 · 1979 · 1980 · 1981 · 1982 · 1983 · 1984 · 1985 · 1986 · 1987 · 1988 · 1989 · 1990 · 1991 · 1992 · 1993 · 1994 · 1995 · 1996 · 1997 · 1998 · 1999 · 2000 · 2001 · 2002 · 2003 · 2004 · 2005 · 2006 · 2007 · 2008 · 2009 · 2010 · 2011 · 2012 · 2013 · 2014 · 2015 · 2016 · 2017 · 2018 · 2019 · 2020 · 2021 · 2022 · 2023 · 2024 · 2025